# Aleixo Aristeno
Aleixo Aristeno (em grego: Ἀλέξιος Ἀριστηνός; romaniz.: Alexios Aristenos; em latim: Alexius Aristenus; fl. 1166) era o ecônomo da Grande Igreja em Constantinopla. Ele esteve presente no Concílio de Constantinopla de 1166, razão pela qual sabemos a época em que viveu. Ele editou uma Sinopse dos Cânones (Synopsis Canonum), com escólios, que foi publicada pelo bispo Beveridge em sua Pandectae Canonum. Outras obras dele foram ali citadas.